# Aberlin Jörg

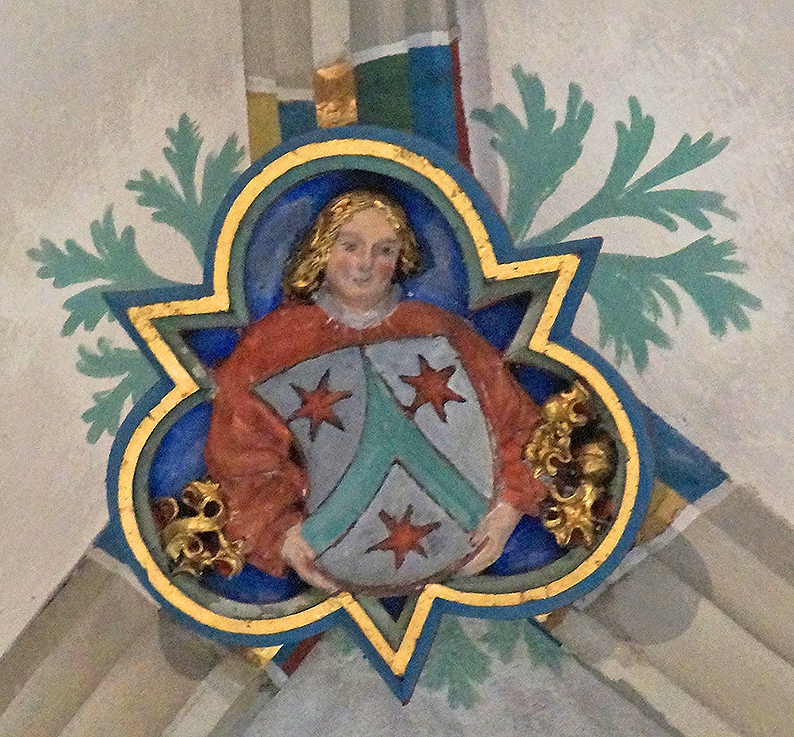
Schlussstein von Aberlin Jörg im Chorgewölbe der Bartholomäuskirche – mit einem Schildhalter

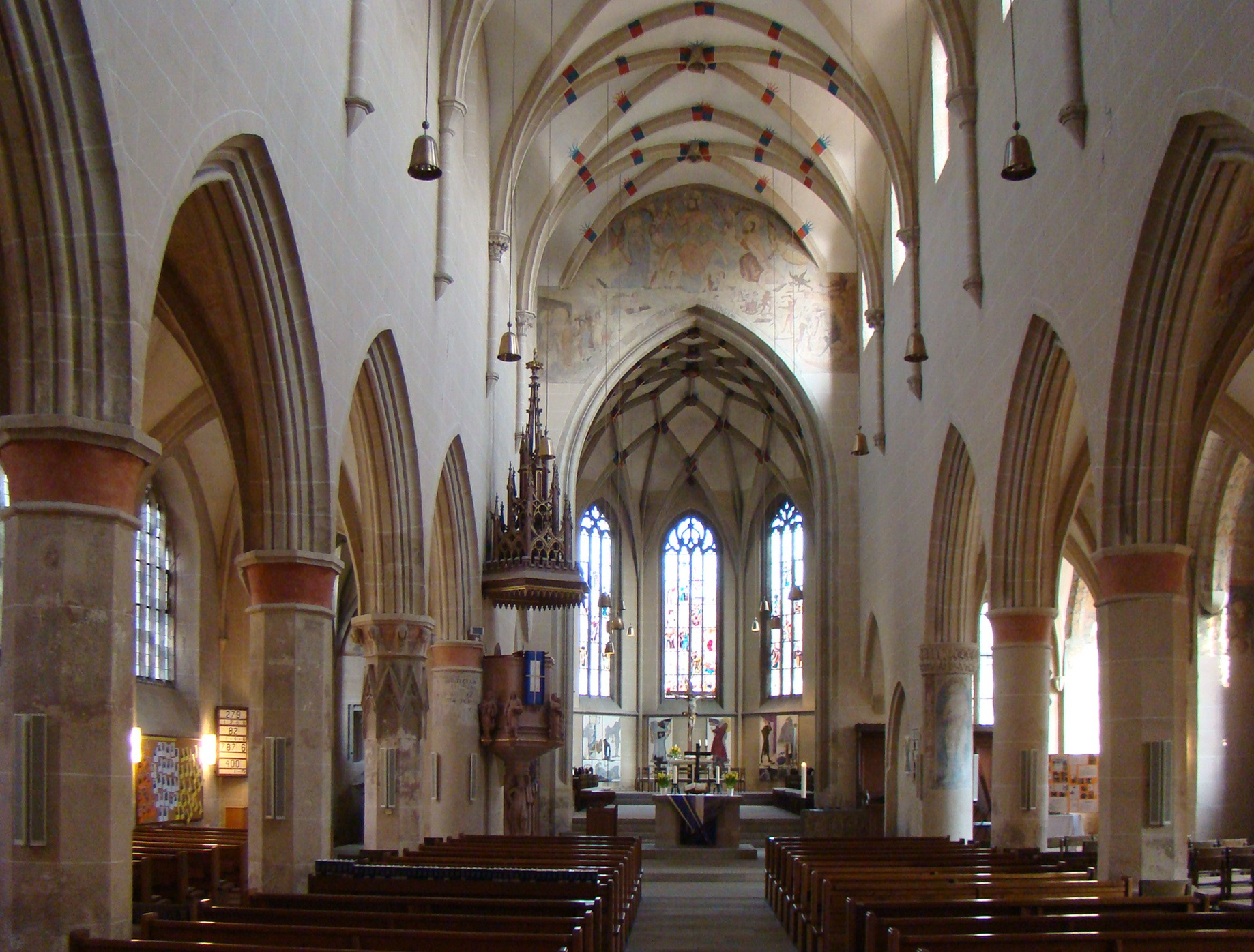
Blick in den von Jörg erbauten Chor der Stadtkirche in Markgröningen

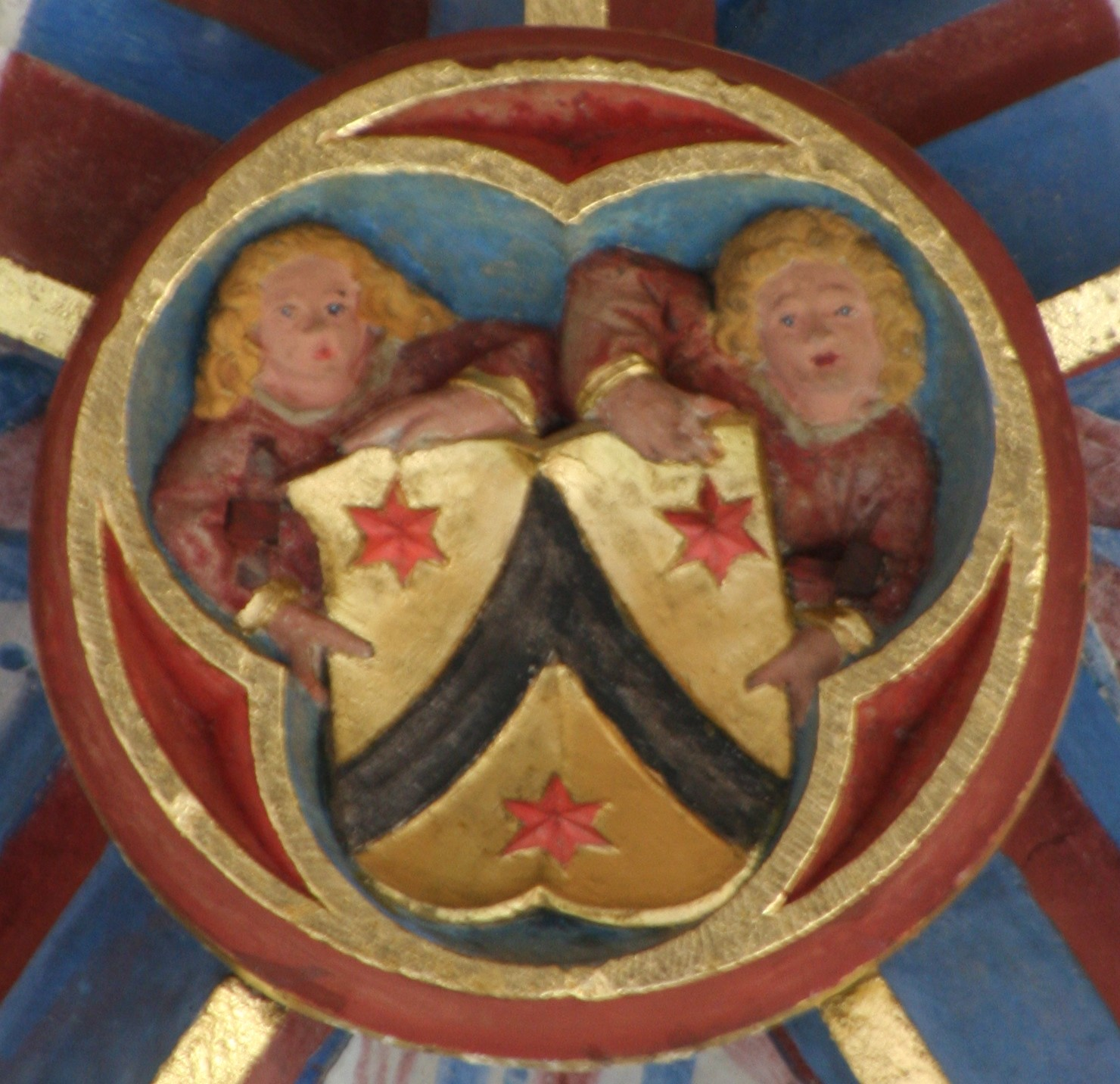
Das Jörg’sche Wappen als Schlussstein in der Marbacher Alexanderkirche. Da es von zwei Personen gehalten wird, könnte es auf Vater Aberlin und Sohn oder auf die Brüder Aberlin und Hänslin hinweisen

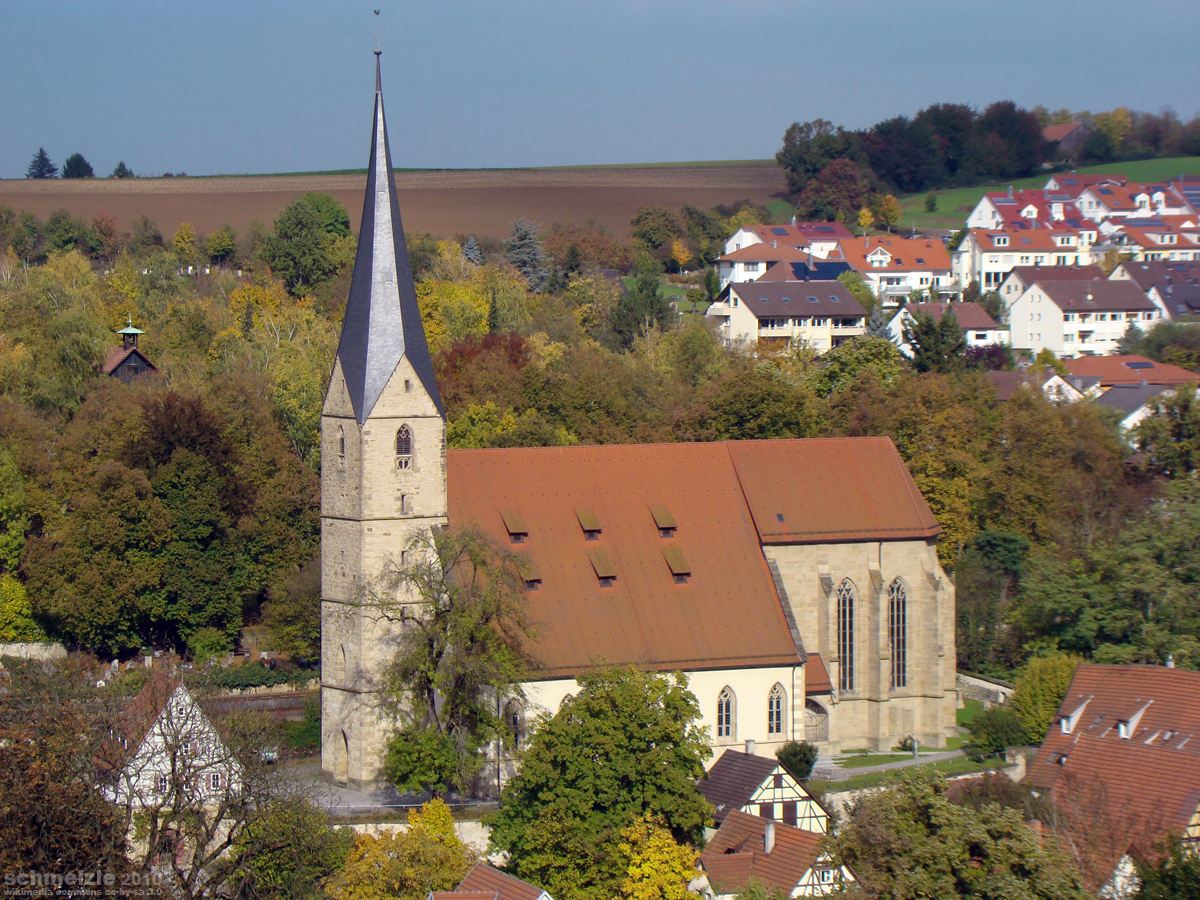
Die Alexanderkirche in Marbach hat Jörgs Bauhütte erneuert und durch einen Chor erweitert

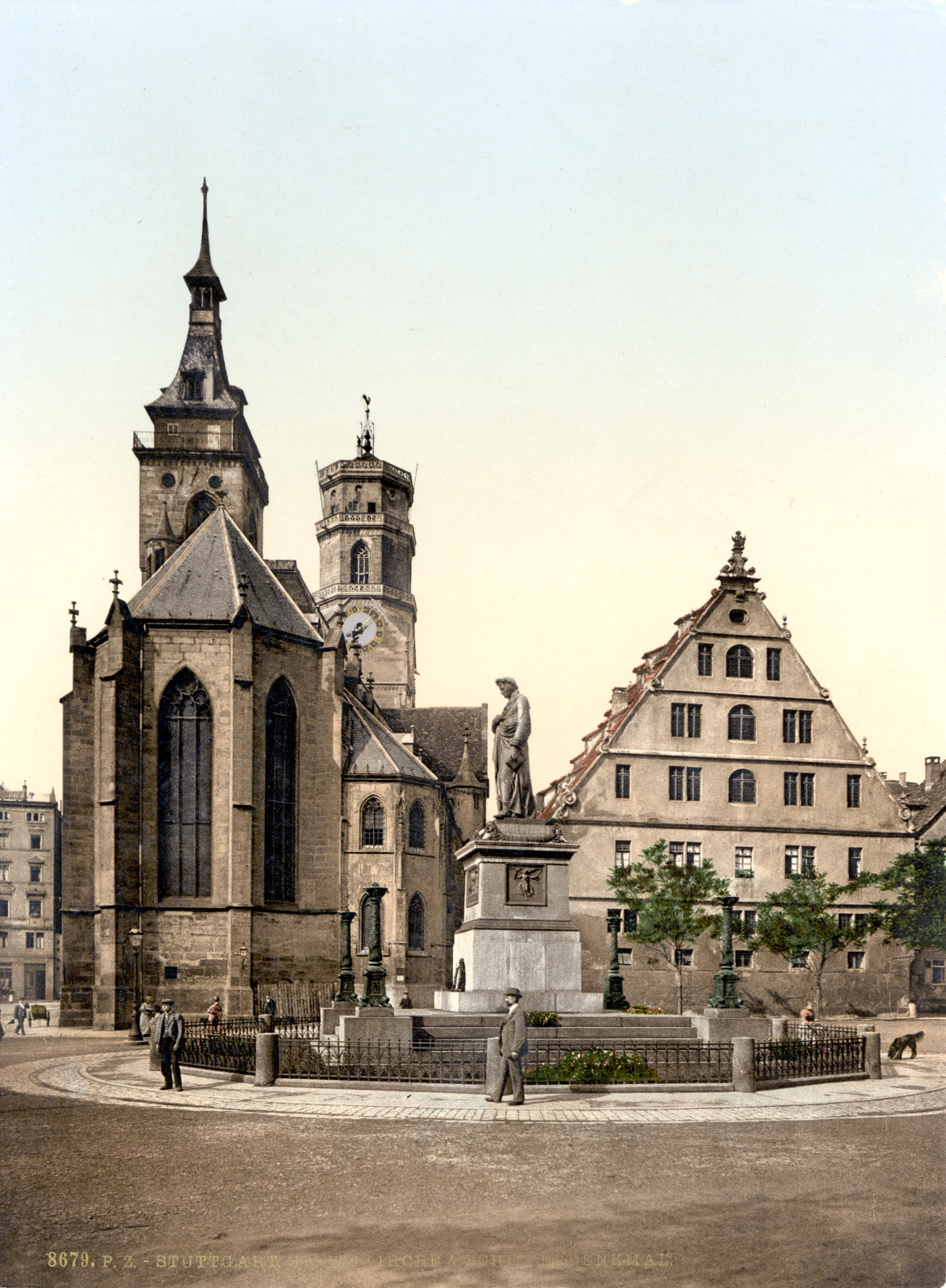
Stuttgarter Stiftskirche um 1900

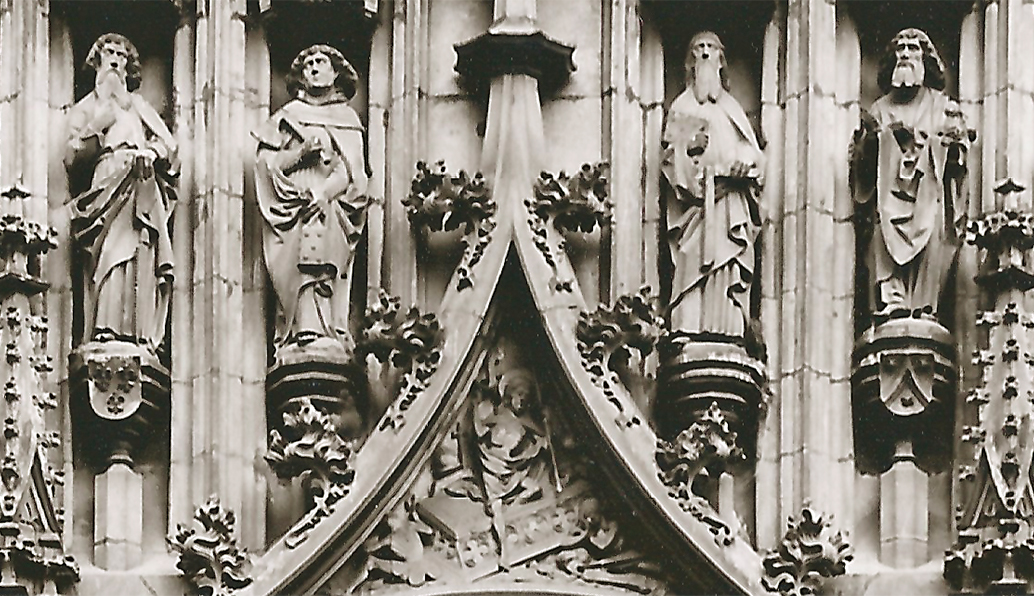
Wappen am Apostelchor der Stuttgarter Stiftskirche

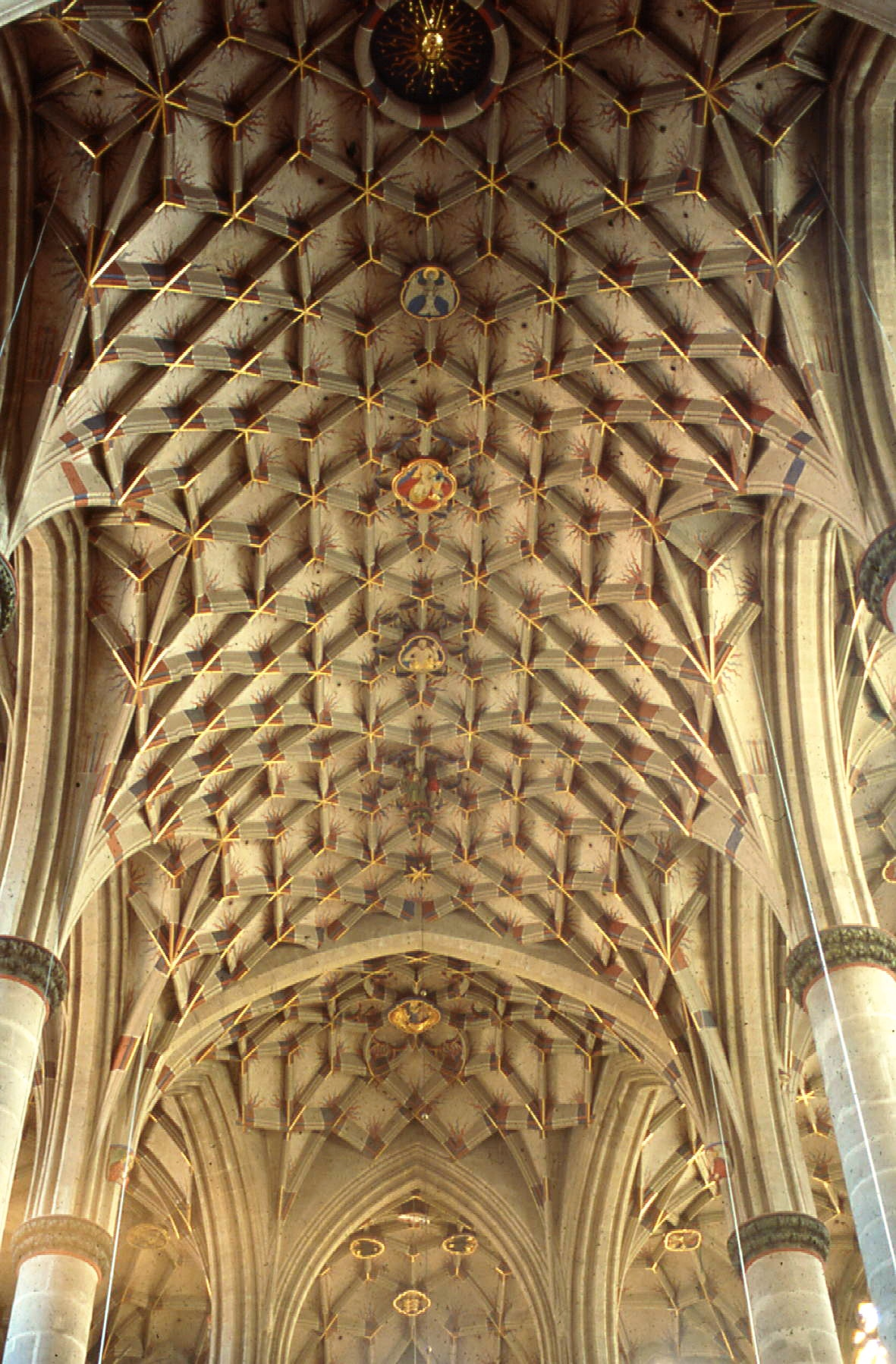
Netzgewölbe des Münsters in Gmünd

Aberlin Jörg (auch: Auberlen, Albrecht oder Eberlin Jörg bzw. Jerg; * um 1420; † um 1492) gilt als bedeutendster Architekt und Baumeister des spätgotischen Kirchenbaus in Württemberg und in angrenzenden südwestdeutschen Freien Reichsstädten.

## Herkunft und Werk
Aberlin Jörg wurde um 1420 als Sohn des zur Ehrbarkeit zählenden Baumeisters Hänslin Jörg aus Esslingen und einer Tochter des Stuttgarter Vogts Albrecht Tegen (Degen) vermutlich in Stuttgart geboren und hatte einen Bruder Hänslin Jörg junior, der ebenfalls Baumeister war, als solcher jedoch nur in Calw (1456) und Weil der Stadt namentlich in Erscheinung trat.

### Grüningen
In den Steuerlisten von 1448 und 1471 ist Aberlin Jörg als wohlhabender steuerpflichtiger Bürger der damaligen Residenz- und Amtsstadt Grüningen (heute Markgröningen) verzeichnet. Er besaß unter anderem ein stattliches Anwesen in der Ostergasse und eine „Sondergült“ im benachbarten Amtsort Tamm. Sein bereits 1448 ansehnlicher Besitz in Grüningen könnte großteils aus seiner Ehe stammen: Aberlin Jörg heiratete die in Grüningen wohnende Vogtstochter Adelheid von Magstatt, die Verwandtschaft in den besten Kreisen hatte und mit ihm auch am Apostel-Portal der Stiftskirche dargestellt ist. Als Bürger der damals reichsten Stadt Württembergs konnte Aberlin Jörg um 1459 die Volland-Kapelle und bis 1472 den großen Chor, die Sakristei und die neue Marienkapelle der Grüninger Bartholomäuskirche erstellen, obwohl im Uracher Landesteil unter Graf Eberhard im Bart damals fast ausschließlich die Konkurrenz der Uracher Bauhütte zum Zuge kam.

### Stuttgart
In Stuttgart bezog Aberlin Jörg um 1455 das Hauflersche Haus am Marktplatz 5, um an der Stiftskirche zu arbeiten. Die von seinem Vater († um 1450) begonnene Stuttgarter Stiftskirche gilt als Hauptwerk des eigentlichen Hausarchitekten von Graf Ulrich V., der dem Stuttgarter Landesteil vorstand. An der Stiftskirche hat er bis zu seinem Lebensende um 1492 gearbeitet. In Stuttgart baute er auch an den beiden damaligen Vorstadtgotteshäusern, der St. Leonhardskirche (vermutlich zwischen 1463 und 1468) sowie an der Hospitalkirche (1473–1493), die ebenfalls von seinem Vater begonnen worden waren. Die Cannstatter Stadtkirche (1471–1506) hat er noch begonnen.

### Großer Aktionsradius und reiches Werk
Andere wichtige Arbeiten des unglaublich produktiven Jörgs sind das Chorgewölbe der Heilbronner Kilianskirche (1485–1487), die Aidlinger Pfarrkirche (1470), die Balinger Stadtkirche (1443 begonnen), der Um- und Ausbau der Alexanderkirche in Marbach und die Stadtkirche Schorndorf (ab 1477) sowie das Kreuzrippengewölbe des Gmünder Münsters (ab 1491), an denen er bis zu seinem Lebensende mitwirkte.
Die 1456 genehmigte, ab 1461 gebaute und spätestens 1481 fertiggestellte Brücke über das Bietigheimer Wehr am Zusammenfluss von Metter und Enz war sein größtes profanes Bauwerk. Die steinerne Brücke umfasste acht Joche, kostete mit 8000 Pfund Heller doppelt so viel wie veranschlagt und belastete den städtischen Haushalt noch jahrzehntelang. Jörgs stattliches Honorar von weiteren 4000 Pfund Heller wurde teils durch ein Fachwerkhaus abgegolten, das er in Bietigheim abtragen und bei der Stuttgarter Stiftskirche wieder aufbauen ließ. Die Brücke wurde 1945 gesprengt, um die anrückenden französischen Truppen aufzuhalten.
Nach dem Tode des Stuttgarter Grafen Ulrich V. im Jahr 1480 hielt dessen bislang nur im Uracher Landesteil residierender Nachfolger Eberhard im Bart an den Meistern der Uracher Bauhütte fest. Daraufhin war Jörg weniger im wiedervereinigten Württemberg und mehr in den Reichsstädten Heilbronn, Rottweil und Schwäbisch Gmünd tätig. Weit über Württemberg hinaus wurde Aberlin Jörg durch die Turmgestaltung der Rottweiler Kapellenkirche bekannt. Durch den Aufsatz der achteckigen Obergeschosse (ab 1473) geriet der Kapellenturm zu einem der bedeutendsten Kirchtürme Deutschlands.
Das umfangreiche Werkverzeichnis mit weit auseinander liegenden Baustellen lässt einerseits darauf schließen, dass Aberlin Jörg einer sehr leistungsfähigen Bauhütte vorstand und eher als weitgereister Supervisor tätig war. Andererseits könnte das sicher auch von seinem Bruder oder möglicherweise von einem gleichnamigen Sohn verwendete Wappen dazu geführt haben, dass ihm einige Werke fälschlicherweise zugeschrieben wurden. Von möglichen Nachfolgern ist aber nur bekannt, dass „Oberlin Jergen Soene“ den Grafensohn Heinrich von Württemberg 1468 nach Italien begleiteten und vor ihrem Vater gestorben sein sollen. 1474 wird im Lagerbuch des Esslinger Katharinenhospitals allerdings sein Sohn Johannes Jörg als Besitzer des Hauses in Markgröningen genannt.

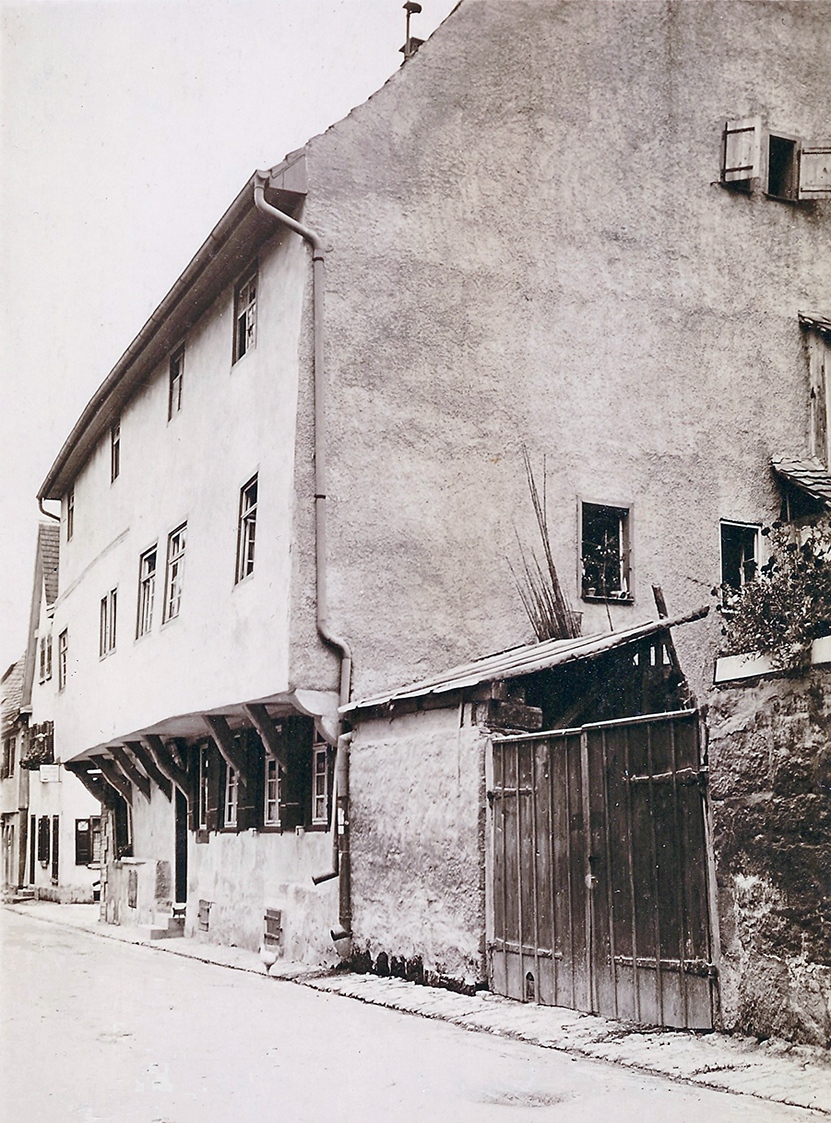
Erst Aberlins, dann Johannes Jörgs Haus in der Markgröninger Ostergasse

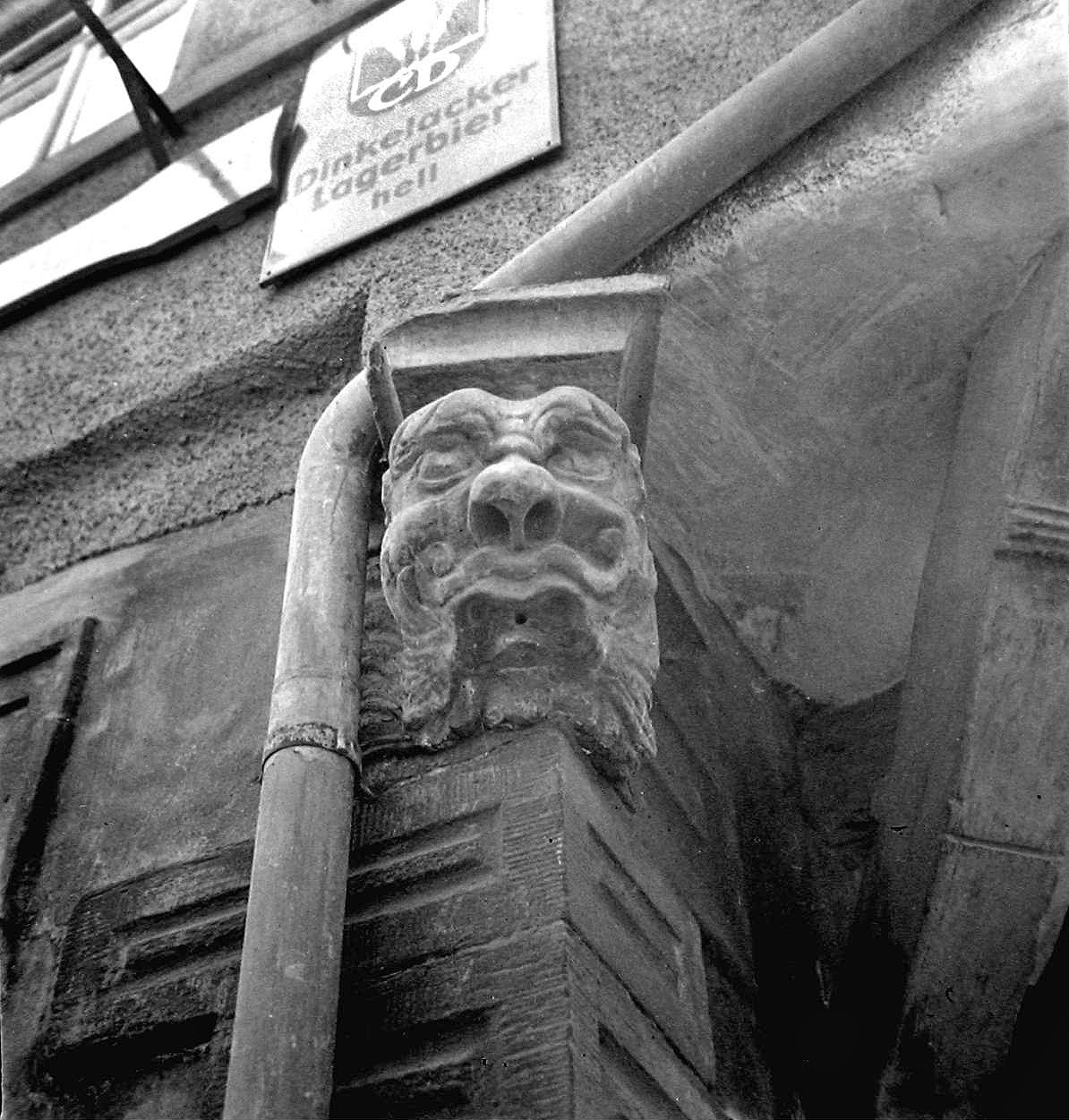
Neidkopf am Jörg’schen Haus in Markgröningen

Das wie in der Stuttgarter Stiftskirche von zwei Personen gehaltene Jörg'sche Wappen in der Marbacher Alexanderkirche legt eine Gemeinschaftsproduktion der Gebrüder Aberlin und Hänslin oder von Aberlin und einem seiner Söhne nahe. Zumal das Jörg'sche Wappen im Schlussstein der Markgröninger Bartholomäuskirche nur von einer Person gehalten wird.

## In Schwieberdingen gestorben?
Ein eingemauerter Gedenkstein an der Schwieberdinger Georgskirche und ein hiesiger Hof in Jörg’schem Besitz legen nahe, dass Aberlin oder sein Bruder auch hier gewirkt haben. Der Stein an der Innenseite der Außenwand zeigt wie bei einem Epitaph die Wappen ihrer Eltern (Degen und Jörg) mit der Jahreszahl 1492. Die hin und wieder geäußerte Vermutung, dass es sich dabei um Aberlins Grabstein handle, erscheint jedoch nicht nur wegen des kleinen nüchternen Formats im Gegensatz zur sonstigen Selbstdarstellung unschlüssig, sondern auch deshalb, weil Aberlin in Stuttgart bestattet sein soll. Willi Müller interpretierte den kleinen Stein wegen seines Wasserschlags und der passenden Maße als Sockelteil einer einst in einer Nische der Außenwand angebrachten Ölberggruppe, die Jörg gestiftet haben könnte. Die Jörgsche Nachfolge trat in Schwieberdingen jedenfalls der Uracher Baumeister Peter von Koblenz an, der den spätgotischen Chor bis 1498 fertigstellte.
Zu Jörgs Schülern zählt Bernhard Sporer, der zum Beispiel in Münchingen baute, sich später eher den Uracher Meistern anschloss und schließlich vor allem im Raum Wimpfen, Heilbronn, Öhringen baute.

## Türme von Aberlin Jörg (Galerie)
Die zwischen 60 und 70 Meter hohen steinsichtigen, achteckigen Türme mit ein bis drei umlaufenden Brüstungen, vier bis sechzehn gotischen Turmfenstern, acht bis sechzehn Wasserspeiern, Sonnenuhren und mechanischen Räderuhren samt farbigen Ziffernblättern in römischer Zahlschrift sind Wahrzeichen in den Städten Balingen, Rottweil, Schorndorf und Stuttgart. Dass an all diesen Kirchen der spätgotische Baumeister Aberlin Jörg im 15. Jahrhundert tätig war, ist überliefert. Alle vier Kirchen bilden mit ihren Türmen und dem Maßwerk an Fenstern und Brüstungen einen dominanten Blickfang mit ihren oktogonalen Aufsätzen.

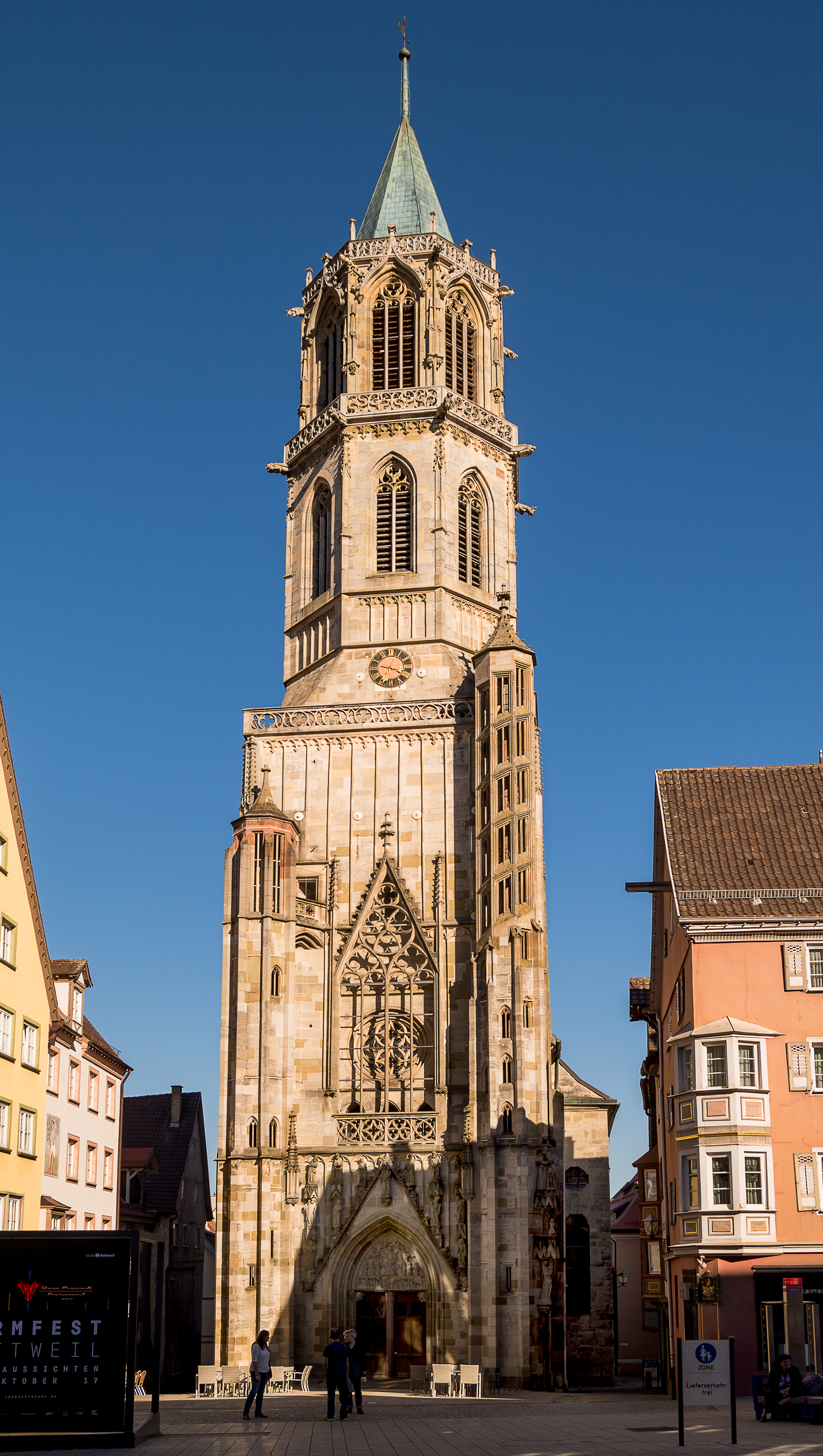
Turm der Katholischen Kapellenkirche Rottweil, 70 Meter Höhe; dieser Turm gehört zu den wichtigsten Baudenkmälern der Spätgotik in Baden-Württemberg. Er erhielt 1983 das Prädikat Kulturdenkmal von nationaler Bedeutung.
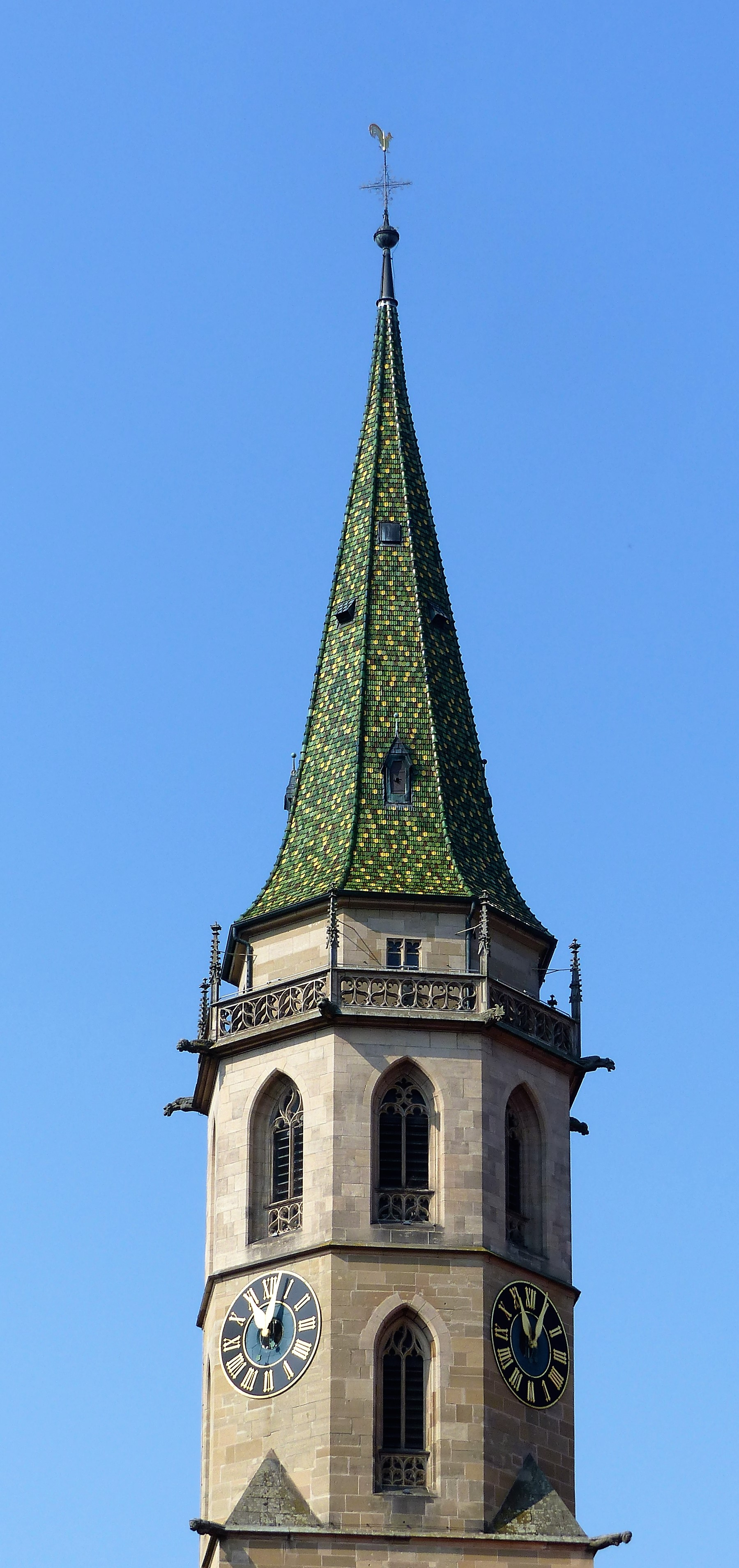
Turm der Evangelischen Stadtkirche Schorndorf, 66 Meter Höhe mit langgezogenem, achteckigem Pyramidendach, gedeckt durch grün lasierte Ziegel, welches in einer Turmkugel, einem Metallkreuz und einem Wetterhahn seinen Abschluss findet.
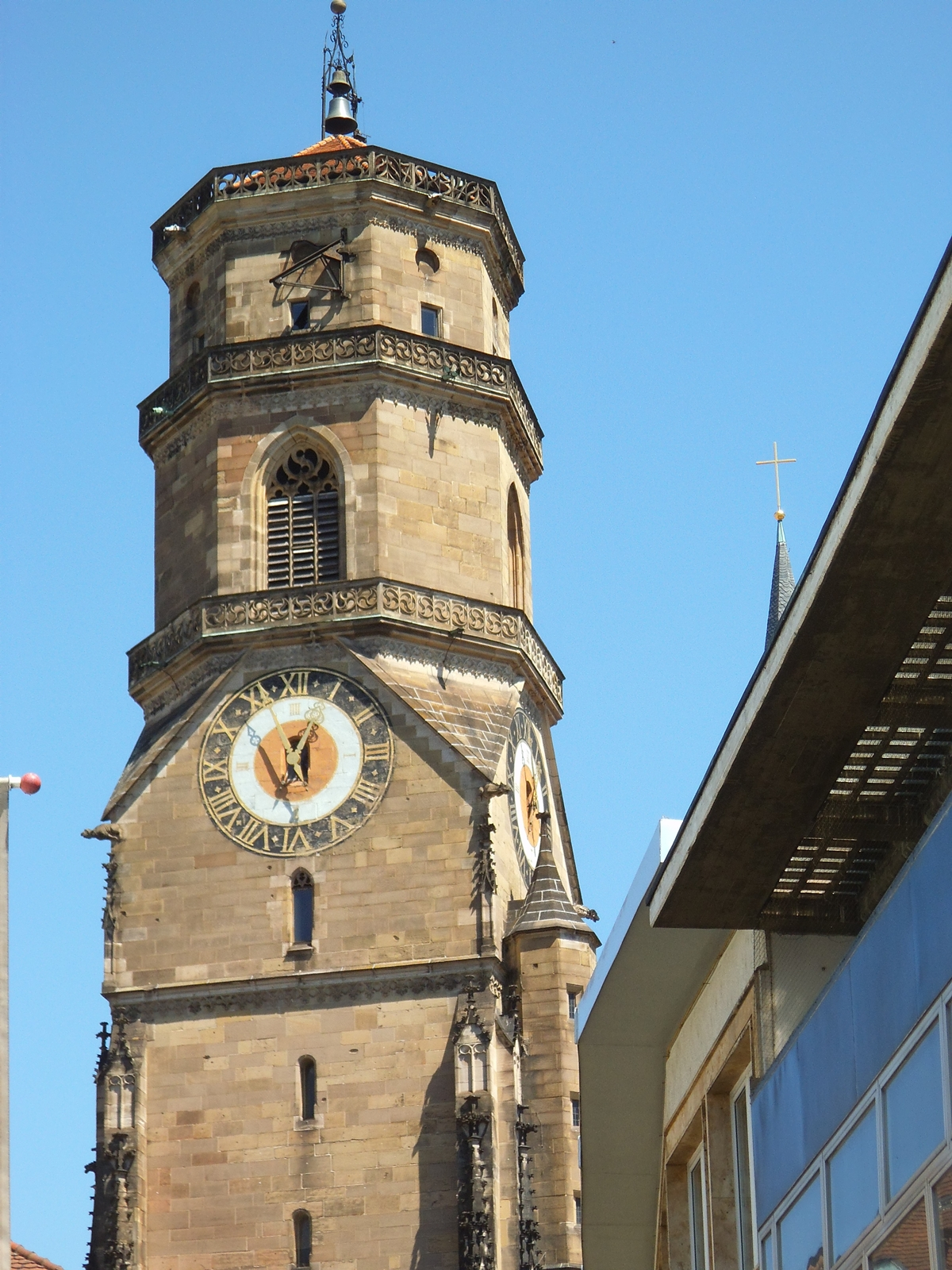
Westturm der Evangelischen Stiftskirche Stuttgart, 61 Meter Höhe
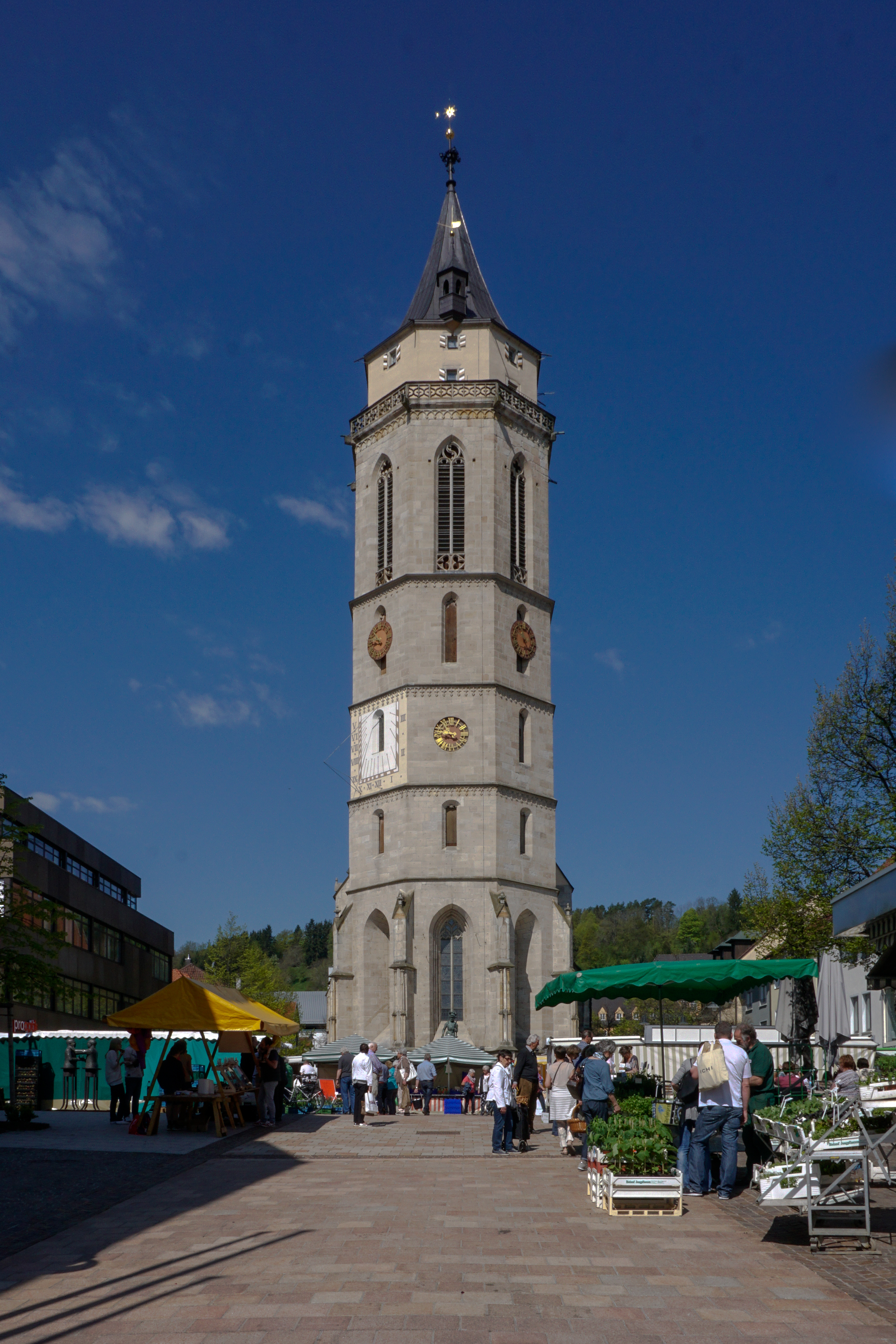
Chorturm der Evangelischen Stadtkirche Balingen, 62 Meter Höhe